# 張銑 (光緒進士)
張銑（？—？），甘肅省涼州府武威縣人，清朝政治人物、同進士出身。
光緒二十九年（1903年），参加光緒癸卯科殿試，登進士三甲第52名。同年閏五月，以主事分部学习。